# Municipio de Eureka (condado de Saline)
El municipio de Eureka (en inglés: Eureka Township) es un municipio ubicado en el condado de Saline en el estado estadounidense de Kansas. En el año 2010 tenía una población de 632 habitantes y una densidad poblacional de 6,73 personas por km².

## Geografía
El municipio de Eureka se encuentra ubicado en las coordenadas 38°44′38″N 97°25′8″O / 38.74389, -97.41889. Según la Oficina del Censo de los Estados Unidos, el municipio tiene una superficie total de 93.92 km², de la cual 93.91 km² corresponden a tierra firme y (0.01%) 0.01 km² es agua.

## Demografía
Según el censo de 2010, había 632 personas residiendo en el municipio de Eureka. La densidad de población era de 6,73 hab./km². De los 632 habitantes, el municipio de Eureka estaba compuesto por el 95.73% blancos, el 0.32% eran afroamericanos, el 0.79% eran amerindios, el 0.95% eran asiáticos, el 0.16% eran isleños del Pacífico, el 0.63% eran de otras razas y el 1.42% pertenecían a dos o más razas. Del total de la población el 3.01% eran hispanos o latinos de cualquier raza.